# Hellen van Meene

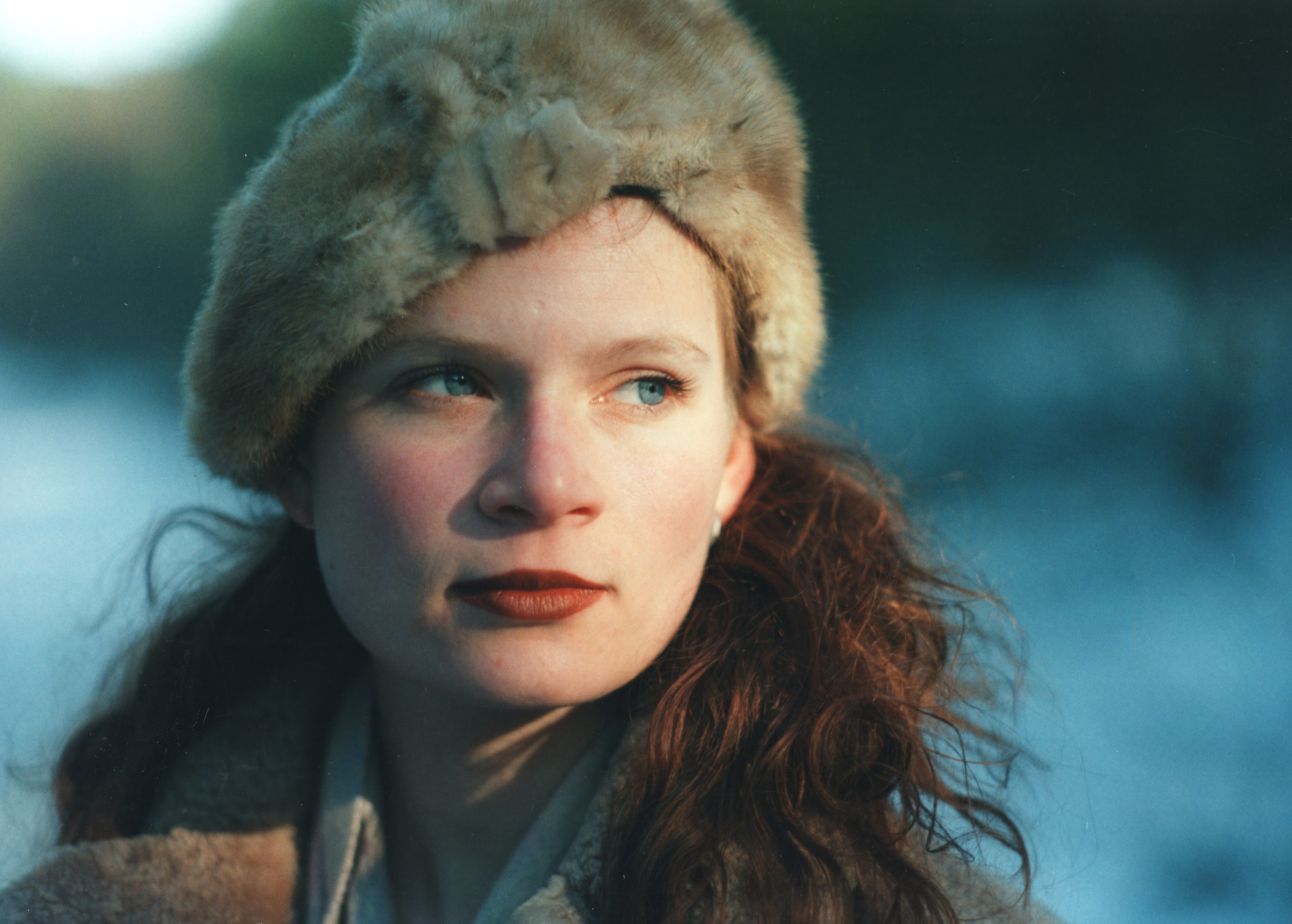
Hellen van Meene 1996

Hellen van Meene (* 1972 in Alkmaar) ist eine niederländische Fotokünstlerin und Fotografin. Bekannt ist sie vor allem für ihre Porträts junger Mädchen in ihrer Entwicklung zum Erwachsenenalter.

## Leben
Van Meene wurde 1972 in Alkmaar, Niederlande geboren und wohnt heute in Heiloo, einem Dorf in der Provinz Nordholland. Sie begann, mit 15 Jahren zu fotografieren und studierte von 1992 bis 1996 an der Gerrit Rietveld Akademie und 1995 am College of Art in Edinburgh Fotografie. Hellen van Meene ist Mutter von zwei Töchtern.

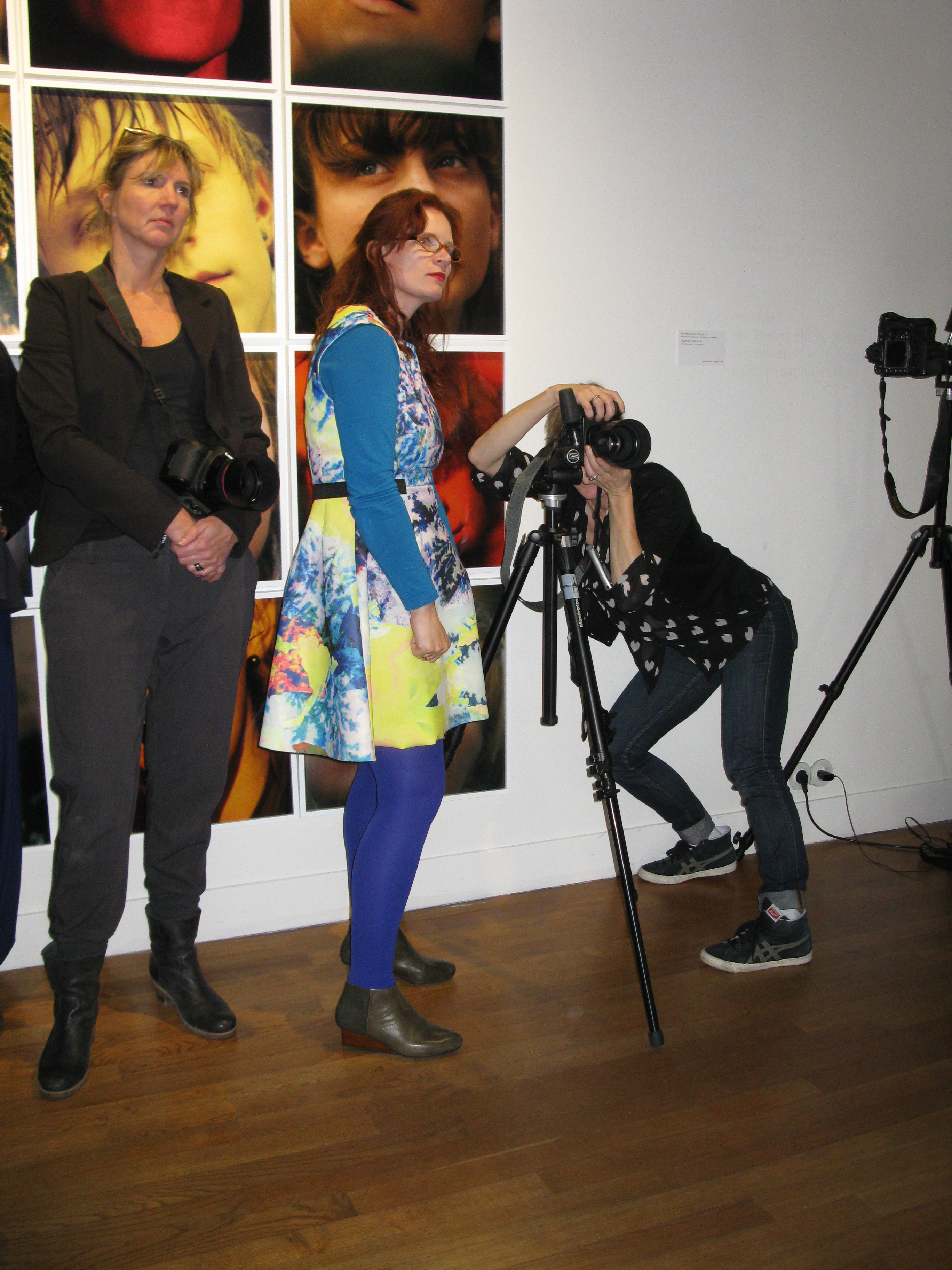
Hellen van Meene während eines Workshops in Amsterdam 2012

## Arbeit
Bekannt ist van Meene für ihre Porträts pubertierender Mädchen. Die Kleidung und Gestik der dargestellten jungen Menschen sowie der Ort und die Beleuchtung werden durch die Künstlerin ausgewählt. Die auf diesen Fotografien gezeigte Sexualität provoziert Unbehagen beim Betrachter und wirft die Frage auf, ob sich die Protagonisten bereits ihrer Sexualität und ihrer Wirkung auf den Betrachter bewusst sind.

## Ausstellungen (Auswahl)
- 2018: Huis Marseille, Amsterdam NL
- 2016: Villa Mondriaan in Winterswijk NL
- 2015: The Years Shall Run Like Rabbits, Fotomuseum Den Haag NL
- 2013: Galerie OstLicht, Wien, AU
- 2014: HunterMuseumofAmericanArt, USA
- 2008: Fotomuseum Winterthur, CHE
- 2007: Hellen van Meene. Portraits, C/O Berlin
- 2006: Museum Folkwang Essen
- 2005: The Art Institute of Chicago, Illinois, USA
- 2003: Institute of Contemporary Art, Lake Worth, Florida, USA
- 2002: Museum of Contemporary Photography, Chicago, USA
- 2001: The Citibank Private Bank Photography Prize 2001: Roni Horn, Hellen van Meene, Boris Mikhailov, Jem Southam, and Hannah Starkey, The Photographers’ Gallery, London, GB
- 2000: De Vleeshal, Middelburg, NL

Quellen:

## Preise
- 2016: The Royal Photographic Society Honorary Fellowship
- 2001: The Citibank Private Bank Photography Prize, Nominee
- 1999: Charlotte-Köhler-Preis
- 1998: Startstipendium

## Sammlungen mit Arbeiten Hellen van Meenes (Auswahl)
- Art Institute of Chicago
- Brooklyn Museum of Art, New York
- Museum Folkwang Essen
- Frans Hals Museum
- Guggenheim Museum
- Huis Marseille, Amsterdam
- Miami Art Museum
- Museum of Contemporary Art, Los Angeles
- San Francisco Museum of Modern Art
- Fotomuseum Den Haag
- Stedelijk Museum Amsterdam
- Victoria & Albert Museum
- Museum of Modern Art, New York